# Superliga Española de Hockey Hielo 1977/1978
Sezóna 1977/1978 byla 6. sezonou Španělské ligy ledního hokeje. Vítězem se stal Casco Viejo Bilbao. 

## Týmy
- FC Barcelona
- Casco Viejo Bilbao
- CH Jaca
- CH Las Palmas
- CH Portugalete
- CHH Txuri-Urdin
- CH Sevilla
- AD Roller Gasteiz

## Konečná tabulka
| Poř | Tým                |
| --- | ------------------ |
| 1   | Casco Viejo Bilbao |
| 2   | CHH Txuri-Urdin    |
| 3   | FC Barcelona       |
| 4   | CH Jaca            |
| 5   | CH Portugalete     |
| 6   | CH Las Palmas      |
| 7   | AD Roller Gasteiz  |
| 8   | CH Sevilla         |